# 白玉梅

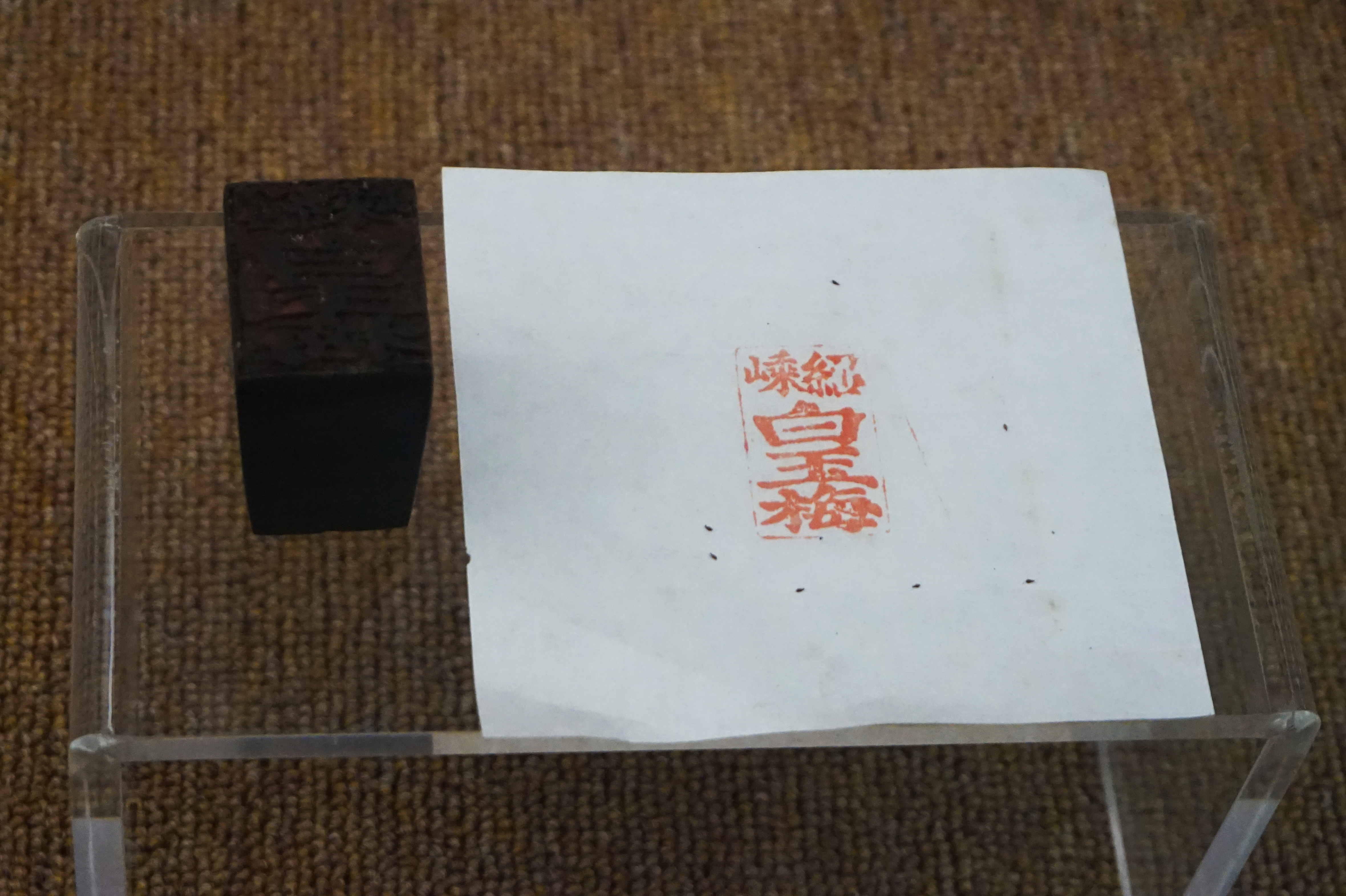
白玉梅印章。嵊州越剧博物馆藏。

白玉梅（1897年—1976年），原名朱岩铨，又名朱洵浦，浙江省嵊縣貴汀人，越劇男班时期四大名旦之一。
16歲開始學戲。18歲與小生王永春合演越劇《梁祝》，被稱為「越劇梅蘭芳」。白玉梅一生只收兩個徒弟，親生女兒小白玉梅，另一位是白玉玲。
白玉梅擅演劇目頗多，如《梁祝》（飾祝英台）、《琵琶記》（趙五娘）、《文武香球》（侯月英）、《倪鳳煽茶》（倪鳳）、《呆大富貴》（連氏）等等。